# 竹内清人
竹内 清人（たけうち きよと、1968年7月18日 - ）は、日本の脚本家・小説家。神奈川県出身。日本映画学校卒業。日本シナリオ作家協会所属。

## 略歴
1991年、日本映画学校卒業。その後映画宣伝業務に携わり、映画｢戦国自衛隊1549｣で脚本家デビュー。
近年は脚本家としての活動を続けつつ東京工芸大学の講師や機動戦士ガンダムシリーズのノベライズ等、幅広い場での活躍を見せる。

## 作品

### 映画
- 戦国自衛隊1549(2005年)
- ギャルバサラ -戦国時代は圏外です-(2011年)
- キャプテンハーロック -SPACE PIRATE CAPTAIN HARLOCK-(2013年)
- 劇場版 びったれ!!(2015年)
- まくをおろすな!(2023年)

### テレビドラマ
- ウルトラマンマックス第5･6話(2005年)
- 相棒 season22第16話(2024年)

### アニメ
- EX MACHINA -エクスマキナ-(2007年)

### 小説
- 小説 いぬのえいが ポチは待っていた(2005年)
- EXMACHINA エクスマキナ(2007年)
- 風流時圭男(2007年)
- GOEMON(2009年)
- 母なる証明(2009年)
- キャプテンハーロック(2013年)
- 躍る六悪人(2017年)
- 小説 機動戦士ガンダムNT(2018年)
- たばかり稼業の六悪人(2019年)
- かぞくの南京錠(2021年)
- 小説 機動戦士ガンダム ククルス・ドアンの島(2022年)